# ديك فاغنر
ديك فاغنر (بالإنجليزية: Dick Wagner)‏ هو مغني وكاتب أغاني وعازف قيثارة أمريكي، ولد في 14 ديسمبر 1942 في أويلوين في الولايات المتحدة، وتوفي في 30 يوليو 2014 في فينيكس في الولايات المتحدة بسبب فشل تنفسي.

## وصلات خارجية
- الموقع الرسمي
- ديك فاغنر على موقع IMDb (الإنجليزية)
- ديك فاغنر على موقع ميوزك برينز (الإنجليزية)
- ديك فاغنر على موقع قاعدة بيانات الأفلام السويدية (السويدية)
- ديك فاغنر على موقع أول ميوزيك (الإنجليزية)
- ديك فاغنر على موقع ديسكوغز (الإنجليزية)
- ديك فاغنر على موقع كينوبويسك (الروسية)